# Phoebe Cusden

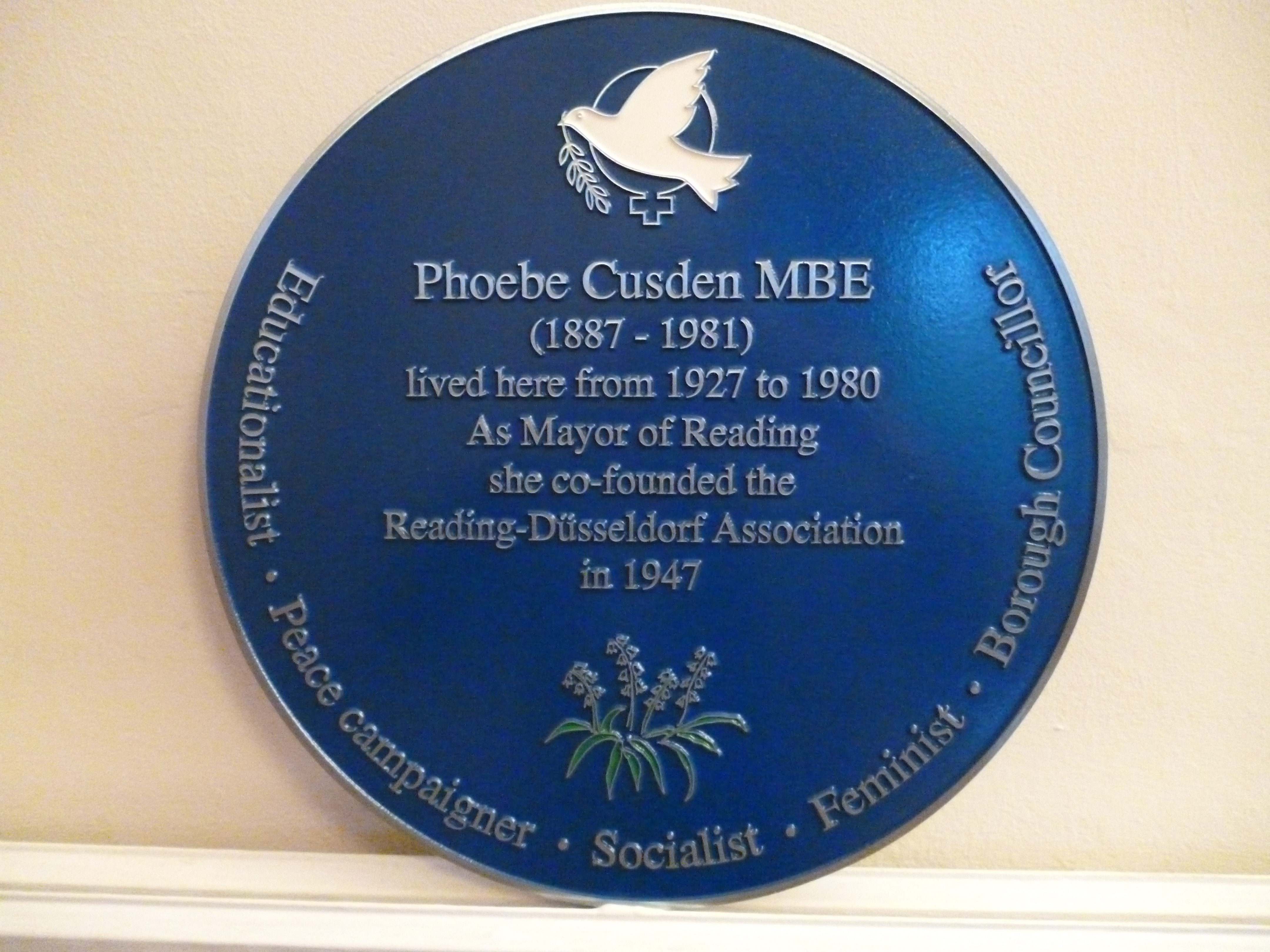
Die blaue Gedenktafel am früheren Wohnhaus von Phoebe Cusden in Reading

Anne Phoebe Ellen Blackall (* 1887 in Reading; † 1981) war eine Sozialistin, Gewerkschafterin, Pädagogin, Friedensaktivistin, Politikerin und Bürgermeisterin der englischen Großstadt Reading. Sie war zwischen den 1910er und 1970er Jahren durchgehend aktiv und in der Mitte des 20. Jahrhunderts eine führende Persönlichkeit Readings. Ihre lokalen Kampagnen mündeten in dem Versuch, ihr eigenes Bewusstsein und das ihrer Mitbürger für Fragen des internationalen Friedens und Fortschritts zu erweitern. Sie war eine Pionierin in der kommunalen Kindergartenerziehung und Gründerfigur der Städtepartnerschaftsbewegung in den Nachkriegsjahren. Cusden war entscheidend an der Schaffung einer Städtepartnerschaft mit der stark kriegszerstörten deutschen Stadt Düsseldorf beteiligt, die dadurch Hilfe und praktische Unterstützung erhielt. Diese Verbindung existiert bis heute.

## Frühes Leben und Aktivitäten
Anne Phoebe Ellen Blackall wurde 1887 als Tochter eines Hufschmieds und Gastwirts und seiner Frau, einer strenggläubigen Anglikanerin, in Reading geboren. Obwohl sie ursprünglich ebenfalls der anglikanischen Kirche angehörte, wurde Phoebe später Quäkerin. Um 1901 begann sie in Reading bei der Post zu arbeiten, war aktive Gewerkschafterin und wurde ein führendes Mitglied der Postgewerkschaft, der Postal and Telegraph Clerks’ Association. Zu den Menschen, die Phoebe früh beeinflussten, gehörte John Rabson, ein sozialistischer Ratsherr und Gewerkschaftskollege, sowie Edith Morley von der Universität Reading, die erste Hochschullehrerin des Landes. Die Ortsgruppe in Reading war Wegbereiterin der Workers’ Educational Association, einer Weiterbildungseinrichtung für Arbeiter, und Phoebe nahm an Morleys WEA-Kursen über englische Literatur teil. „Morley war Sozialistin, Suffragette und Mitglied der Fabian Women’s Group. Ihre Ideen übten einen starken Einfluss auf Phoebe aus, und die beiden blieben ihr Leben lang befreundet“ (Stout, 1997, S. 12). Während des Ersten Weltkriegs war Phoebe Pazifistin und verließ aus diesem Grunde die anglikanische Kirche. Ihr Pazifismus hinderte sie daran, sich für die Idee einer bolschewistischen Revolution in Großbritannien zu begeistern. Während des Krieges begann sie ihre Karriere als freie Journalistin und blieb ihr Leben lang dem Schreiben treu (Stout 1997, Kapitel 1).
Die erste öffentliche Aufgabe, die sie wahrnahm, war 1919 ihre Arbeit im örtlichen Profiteering Committee. Sie hatte bereits am vorausgegangenen Weihnachtsfest einen Protestmarsch gegen die Profitmacherei der Lebensmittellieferanten angeführt, mit Frauen an der Spitze. Der „Reading Worker“ beschreibt, wie Phoebe zur Menge sprach: „Miss Blackall spricht über die Frauen aus ihrer Schicht, die ihre Haushaltspflichten vernachlässigen müssen, um stundenlang Schlange zu stehen, und letztlich abgewiesen zu werden, ohne die notwendigen Lebensmittel für ihre Familien kaufen zu können. Sie protestiert dagegen, dass ihrem Geschlecht und ihrer Schicht solche Demütigungen zugefügt werden“.
1919 wurde sie auch in den Board of Guardians der Stadt Reading gewählt, einer Art Komitee, das das örtliche Wohlfahrtssystem überwachte. Und dies zusammen mit Albert Cusden, den sie 1922 heiratete. Albert hatte in Deutschland als Englischlehrer gearbeitet und war während des Ersten Weltkriegs dort interniert gewesen. Er blieb ihr loyaler und selbstloser Partner bis zu seinem Tod 1953. Sie hatten eine Tochter. Als Poor Law Guardian sammelte Phoebe direkte Erfahrungen im Umgang mit Armut und der Organisierung des rudimentären Wohlfahrtssystems in der Stadt, inklusive der Unterbringung in Armenhäusern (workhouses).

## Politischer Werdegang
1923 kandidierte Phoebe bei den Parlamentswahlen erfolglos für die Labour Party in South Berkshire und war auch aktiv beim Generalstreik 1926. Die Cusdens und andere nahmen 70 Kinder streikender Bergleute aus Südwales auf. Sie gründete in Reading die Frauengruppe innerhalb der Labour Party und wurde 1931 nach drei vergeblichen Anläufen in den Stadtrat von Reading gewählt, wobei sie erst das zweite weibliche Ratsmitglied in seiner Geschichte war. Im Rat galt ihr Hauptinteresse dem Bildungswesen, insbesondere der Kindergartenerziehung, aber sie kümmerte sich auch um das Wohnungsproblem, die Stadtplanung, das Gesundheitswesen und verwandte Themen. 1924 hatte sie begonnen, sich als Herausgeberin des Reading Citizen zu betätigen, einer Zeitung der Labour Party, und tat dies fast 30 Jahre lang. Albert Cusden druckte die Zeitung. Ihre journalistische Tätigkeit war ebenfalls bedeutend und dauerte noch lange bis nach dem Zweiten Weltkrieg an, und zwar für die internationale Friedensbewegung.
Cusden stand 1932 in Kontakt mit Daisy Solomon, der Vorsitzenden der Commonwealth League (einer Frauenrechtsorganisation), bezüglich einer Beteiligung an der Arbeit des Völkerbundes in Genf. 1933 wurde Cusden außerdem für Organisationsfragen zuständige Sekretärin der Nursery Schools Association und entwickelte diese zu einer vielbeachteten Interessenvertretung. Sie schrieb The English Nursery School(1936), viele Jahre lang das Standardwerk zu diesem Thema. Sie wurde ebenfalls Friedensrichterin und blieb eine überzeugte Pazifistin. Während des Zweiten Weltkriegs organisierte Phoebe Ferienlager für Jugendliche, arbeitete für das Reading Famine Committee, eine Organisation zur Bekämpfung des Hungers, und engagierte sich für Menschen, die aus London evakuiert worden waren. Im November wurde Phoebe Cusden zur Bürgermeisterin von Reading gewählt, als Labour das erste Mal die Mehrheit im Stadtrat errang. Als Bürgermeisterin hatte sie das erste und letzte Mal in ihrem Leben eine Sekretärin. In ihrem Amtsjahr organisierte sie Hilfsmaßnahmen, als 1947 nach einem strengen Winter die Themse in Reading über die Ufer trat, und sie war mit ihrem Mann an der Gründung des Progress Theatre beteiligt, das in Reading immer noch aktiv und erfolgreich ist. Nach ihrer Amtszeit als Bürgermeisterin blieb sie noch mehrere Jahre als nicht gewähltes Mitglied im Rat, bis die Konservativen sie verdrängten. Von 1949 an konzentrierte sie sich auf internationale Arbeit.

## Die Reading-Düsseldorf Initiative
Mit Informationen, Unterstützung und praktischer Hilfe von Leuten wie dem Verleger Viktor Gollancz, General Robert Collins vom Royal Berkshire Regiment und Staatssekretär Frank Pakenham (dem späteren Lord Longford) stand Phoebe 1946 an der Spitze eines stadtweiten Aufrufs zur Hilfe für die Menschen in Düsseldorf. Sie besuchte die Stadt, um etwas über die Lebensbedingungen unter der britischen Besatzung zu erfahren. Die Bewohner Düsseldorfs litten unter extremen Entbehrungen. Indem sie sich auf die Not der Kinder konzentrierte, war Phoebe in der Lage, mögliche Vorbehalte gegenüber Hilfen für den bisherigen Feind zu überwinden. Im November 1946 schrieb sie an den Berkshire Chronicle: „Es mag für eine einzelne Familie schwierig sein, ein ganzes Paket zu schicken, während sie bereit wären, ein oder zwei Artikel beizusteuern. Deshalb wird gerade unter dem Titel „Wintersammlung des Bürgermeisters für deutsche Kinder“ eine Sammlung von Lebensmitteln organisiert. Ich bitte mit größtem Ernst um äußerste Großzügigkeit, die ein Gefühl gegenseitigen Wohlwollens zwischen uns und den Empfängern erzeugen wird, so unabdingbar für den zukünftigen Frieden.“ Viktor Gollancz hatte sich im November an die nationale Presse gewandt und gesagt, dass die Menschen in Düsseldorf von 400 bis 1000 kcal pro Tag lebten, und das 400 „die halbe Belsen-Ration“ sei.
Bis zum 17. Januar 1947 hatte die Sammlung 79 Britische Pfund, 12 Schilling und 2 Pence, 1000 Pfund (ungefähr eine halbe Tonne) Lebensmittel, 150 Pakete und 12 Säcke mit Kleidung und Schuhen erbracht. Das Endergebnis im März belief sich auf über 93 £. Sie schrieb: „Die Lage der ärmsten Familie in Reading ist ein Vielfaches besser als die der deutschen Durchschnittsfamilie... es wäre sicher verheerend für jegliche Hoffnung, Europa wieder aufzubauen..., wenn wir das deutsche Volk glauben ließen (wie sie es bereits zu glauben begonnen haben), dass wir sie bewusst verhungern lassen.“ 56.000 Menschen in Düsseldorf lebten in Bunkern, Kellern und Trümmern. Im Jahr nach ihrer Amtszeit als Bürgermeisterin lud sie sechs Düsseldorfer Kinder für drei Monate nach Reading ein und gründete die Reading-Düsseldorf Association, um die Verbindung weiter zu erhalten. Viele Kinder und Gruppen nahmen in den folgenden Jahrzehnten an Austauschbesuchen teil. In Aachen wurde ein Kindergarten errichtet, und im Juli 1949 wurde das gesamte Jugendorchester der Stadt Reading bei einem Konzert in Düsseldorf begeistert willkommen geheißen. Reading war die erste britische Stadt, die eine Partnerschaft mit dem „Feind“ einging. Phoebe Cusden war von 1949 bis 1970 Vorsitzende der Association und besuchte Düsseldorf viele Male, wobei ihr verschiedene Ehrungen seitens der Stadt zuteilwurden.

## Späteres Leben
1948 gründete Phoebe die Women’s Peace Movement, aber diese Organisation wurde nicht alt. Sie arbeitete fortan für die Women’s International League for Peace and Freedom, deren internationale Vizepräsidentin sie war und deren britische Zeitung sie viele Jahre lang herausgab. Sie war an der Errichtung eines Wohnheims für internationale Studenten in Foley Hall in Reading beteiligt. 1951 verlieh König George VI. Phoebe Cusden den MBE (Member of the Order of the British Empire). 1958 half sie dabei, in Reading für die Campaign for Nuclear Disarmament und den zweiten Aldermaston March Unterstützung zu organisieren (gesundheitliche Probleme hatten sie daran gehindert, am ersten teilzunehmen).
Die University of Reading verlieh Phoebe 1976 die Ehrendoktorwürde, und 1977 stattete sie Deutschland einen letzten Besuch ab, als Düsseldorf ihr seine Verdienstplakette verlieh, die höchste Auszeichnung der Stadt. Sie war in der Reading Civic Society aktiv, und 1977 veröffentlichte sie Coley: Portrait of an Urban Village, eine Geschichte des Readinger Stadtteils Coley, in dem sie ihr ganzes Leben verbracht hatte.
Eine kleine Fußgängerstraße in Reading trägt den Namen Cusden Way, und an die Partnerschaft zwischen Reading und Düsseldorf wird mit einer Skulptur aus Backstein und Aluminium erinnert. Im November 2017 wurde zu Ehren von Phoebe Cusden an ihrem früheren Haus, 55 Castle Street Reading, einem denkmalgeschützten Gebäude, eine blaue Gedenktafel enthüllt. Die Zeremonie wurde von der Bürgermeisterin, Councillor Rose Williams, in Gegenwart von Phoebes Enkeln und ungefähr 65 Anhängern durchgeführt. Die Tafel wurde gemeinsam von der Reading-Düsseldorf Association, der Reading Civic Society und Phoebes Enkeln finanziert. Die Arbeiten am Phoebe Cusden Supported Living Scheme wurden 2017 abgeschlossen. Das Phoebe Cusden House bietet 11 dringend benötigte Wohneinheiten für betreutes Wohnen von Menschen mit Behinderungen, ist im Besitz des Reading Borough Council und wird von diesem verwaltet.
Phoebe starb wenige Wochen vor ihrem 94. Geburtstag im Januar 1981. Der Düsseldorfer Bürgermeister Bruno Recht nahm an ihrer Beerdigung teil. Die Reading-Düsseldorf Association ist auch im Jahr 2016 noch aktiv und Phoebe Cusden bleibt vor allem durch sie in Erinnerung.

## Phoebe Cusdens Bedeutung
Im Dictionary of labour biography wird sie wie folgt beschrieben: „Als lebenslange Aktivistin auf lokaler, nationaler und internationaler Ebene...nimmt Phoebe einen wichtigen Platz ein in der Geschichte des basisorientierten Kampfes der Arbeiterbewegung, und sie ist eine Symbolfigur für die Frauenemanzipation in einem Jahrhundert des Kampfes von Frauen... Phoebe bewies, dass es für einen engagierten Menschen mit einfacher Herkunft möglich war, etwas in verschiedenen Bereichen der Politik erkennbar zu bewegen. Die Tatsache, dass sie das als Frau schaffte, und gelegentlich als erste weibliche Aktivistin, machen ihre Leistungen um so bemerkenswerter.“

## Werke
- Coley: Portrait of an Urban Village, Reading: Workers Educational Association, 1977, ISBN 0-903810-02-6